# Barkevious Mingo
Barkevious Levon „Keke“ Mingo (* 4. Oktober 1990 in Belle Glade, Florida) ist ein ehemaliger US-amerikanischer American-Football-Spieler. Er spielt als Linebacker in der National Football League (NFL). Zurzeit ist Mingo Free Agent. Mit den New England Patriots gewann er den Super Bowl LI.

## College
Mingo, der sich auf der High School auch als Leichtathlet hervortat, besuchte die Louisiana State University und spielte für deren Team, die Tigers, erfolgreich College Football, wobei er insgesamt 119 Tackles setzen sowie 15 Sacks erzielen konnte.

## NFL
Mingo wurde beim NFL Draft 2013 in der ersten Runde als insgesamt 6. Spieler von den  Cleveland Browns ausgewählt. Obwohl er bei der Preseason-Partie gegen die Detroit Lions mit einer Lungenkontusion stationär behandelt werden musste, lief er in seiner Rookiesaison in 15 Partien auf, dreimal davon als Starter. Auch in den folgenden beiden Jahren kam er in der Defense der Browns regelmäßig zum Einsatz.
Am 25. August 2016 wurde bekannt gegeben, dass Mingo zu den New England Patriots getauscht wurde. Im Gegenzug erhielten die Browns die Draftrechte der Patriots für die fünfte Runde des NFL Drafts 2017.
Am 9. März 2017 unterschrieb er bei den Indianapolis Colts einen Einjahresvertrag in der Höhe von 2,5 Millionen US-Dollar.
Am 14. März 2018 unterschrieb er einen Zweijahresvertrag in Höhe von 10,1 Millionen US-Dollar bei den Seattle Seahawks.
Am 1. September 2019 wurde Mingo zusammen mit Linebacker Jacob Martin und einem 2020-Drittrunden-Draft-Pick zu den Houston Texans getradet. Die Seattle Seahawks erhielten bei diesem Trade Defensive End/Outside Linebacker Jadeveon Clowney.
Anfang April 2020 einigte er sich mit den Chicago Bears auf einen Einjahresvertrag. Bei den Bears kam er in allen 16 Spielen zum Einsatz. Im März 2021 schloss Mingo sich den Atlanta Falcons an. Nach einer Verhaftung wegen Verdachts auf Kindesmissbrauch entließen die Falcons Mingo am 10. Juli 2021. Fünf Monate später wurde die Anklage gegen ihn wieder fallengelassen.